# 熊本県道314号平山荒尾線
熊本県道314号平山荒尾線（くまもとけんどう314ごう ひらやまあらおせん）は、熊本県荒尾市を通る一般県道である。

## 概要
全線片側1車線以上が確保され、歩道も一部を除き完備されている。
グリーンランド正門が当県道に面しているため、グリーンランド通りとも呼ばれる。

### 路線データ
- 起点：熊本県荒尾市平山（荒尾市宿交差点、熊本県道29号荒尾南関線・熊本県道・福岡県道124号金山櫟野線交点、熊本県道46号荒尾長洲線起点）
- 終点：熊本県荒尾市宮内（荒尾市宮内交差点、国道208号交点）

## 地理

### 通過する自治体
- 荒尾市

### 交差する道路
| 交差する道路                                                                    | 交差する場所 | 交差する場所            |
| ------------------------------------------------------------------------------- | ------------ | ----------------------- |
| 熊本県道29号荒尾南関線 熊本県道46号荒尾長洲線 熊本県道・福岡県道124号金山櫟野線 | 平山         | 荒尾市宿交差点          |
| 国道208号                                                                       | 宮内         | 荒尾市宮内交差点 / 終点 |

### 沿線にある施設など
- 荒尾市立荒尾第三中学校
- グリーンランド
- あらおシティモール
- 荒尾総合文化センター
- 荒尾運動公園